# Park stanowy Deep Creek Lake
Park stanowy Deep Creek Lake (ang. Deep Creek Lake State Park) – park stanowy w hrabstwie Garrett w stanie Maryland. Park zajmuje powierzchnię 1 818 akrów (7,36 km²). Jego główną atrakcją jest dostęp do sztucznego jeziora Deep Creek Lake, które zostało utworzone w latach 20. XX wieku. Jezioro posiada powierzchnię około 16 km² i pojemność około 13 mln m³. Jego lustro położone jest na wysokości 750 m n.p.m., a linia brzegowa ma prawie 105 km długości. W 2000 roku stan Maryland nabył za kwotę 17 milionów dolarów teren jeziora Deep Creek Lake i utworzył na tym przyległym do parku terenie Deep Creek Lake Natural Resources Management Area. Poza możliwością uprawiania na jeziorze sportów wodnych, park oferuje również kilkanaście kilometrów znakowanych szlaków turystycznych oraz kemping posiadający 112 miejsc o różnym standardzie. W sezonie, po uzyskaniu stosownych pozwoleń, na terenie parku można również uprawiać łowiectwo.